# ریس شیراسمیت
ریس شیراسمیت (انگلیسی: Reece Shearsmith؛ زادهٔ ۲۷ اوت ۱۹۶۹ (age ۴۷)) یک نویسنده و بازیگر اهل بریتانیا است. وی از سال ۱۹۹۵ میلادی تاکنون مشغول فعالیت بوده‌است.
از فیلم‌ها یا برنامه‌های تلویزیونی که وی در آن نقش داشته است می‌توان به برک و هیر و آخرالزمان انجمن مردان اشاره کرد.